# .root
.root — имя записи корневого домена системы доменных имён Интернета, иногда использовавшейся для отладки. Её присутствие показывало, что корневая доменная зона не усечена при загрузке корневым сервером имён.
В 2006 году запись .root была заменена другой: vrsn-end-of-zone-marker-dummy-record; и в том же году введена вновь. Запись была повторно удалена при подготовке к внедрению подписанной корневой зоны в 2010 году.